# خالد علاء الدين
خالد علاء الدين (13 يونيو 1978 -)، هو مذيع ومقدم برامج إماراتي، عبر إذاعة بانوراما إف إم التابعة، مجموعة إم بي سي.

## حياته ونشأته
حاصل على بكالوريوس الهندسة الكهربائية من الجامعة الأمريكية في إمارة الشارقة الإماراتية سنة 2001 وحصل على دبلوم هندسة الصوت من خلال الدراسة عن بعد من الولايات المتحدة.

## مسيرته
بدأ مشواره الفني عندما كان في السابعة من عمره عندما شارك في أول حفل موسيقي مدرسي ونال الجائزة الأولى عندما عزف على البيانو أغنية عبد الحليم حافظ (أول مرة اتحب يا قلبي)، وفي سن الثالثة عشر أسس خالد علاء الدين فرقة كازابلانك الموسيقية وظهر في الكثير من برامج التلفزيون المحلية. اتجه للغناء في سن ال 16 بأغنية ايه حكايتك التي لاقت رواجا على مستوى الجامعات والمدارس والاذاعات المحلية وكانت هذه الأغنية من الحانة، ثم أسس أول فرقة غنائية موسيقية جلف بويز_ Golf Boys وأحيا العديد من الحفلات الموسيقية في مهرجان دبي للتسوق.

## مشواره الإذاعي
عمل كمخرج اذاعي في إذاعة بانوراما اف ام منذ عام 2002
قدم برنامج المسابقات الرمضانيه مع الفنان العراقي باسم الامين الذي برع في تقليد الفنانين...برنامج (شوفوا مين مع خالد والامين)
قدم العديد من البرامج الرمضانية منها: الخيمة الرمضانية..وسوق بأمان في رمضان..سلي صيامك..وحلي صيامك..الحلو منين..ومسابقة من الواحد للميه)
كما فقرة للاطفال (كلام صغار)
في عام 2007 بدأ خالد بتقديم برنامجه المحبب إليه قمر الليالي .
- قمرالليالي: تضمن هذا البرنامج فقرات منوعه (مثل فقرة اطلع من راسي..واحزر شو صار..وطريق الشهرة..التحدي..وموضوع النقاش)
- سهرالليالي: أيضا يقوم الإعلامي والفنان خالد علاء الدين بتقديم برنامج سهرالليالي وهو برنامج أسبوعي يقدم كل أربعاء

## البوماته
طرح خالد علاء الدين البومه الأول (والله غالي) عام 2005 والذي كان من إنتاجه واشرافه الفني وقد حقق نجاحا باهرا، كما قام بتصوير أغنية «والله غالي» بطريقة الفيديو كليب.
ثم أصدر البومه الثاني { حبك حبيبي } عام 2007
ولقيت اصداء رائعه ونجاح باهر..كما قام بتصوير أغنية «حبـك حبيبي» بطريقة الفيديو كليب. ويجدر بالذكر ان هذه الأغنية من كلمات والحان الفنان خالد علاء الدين.
كما اصدر أغنية منفردة بعنوان (سمعني صوتك) واطلق ألبومه الثالث بعنوان (كل الحكاية) والتي صور منه أغنية (كل الحكاية) بطريقة الفيديو كليب.

## القاب
- حصل على لقب (المذيع صاحب الصوت الأكثر رومانسيه وبنسبة تصويت عاليه)..إذ حصل على نسبة 85 % بالمئة من معدل تصويت لقراء. مجلة هيـاء mbc
- وحصل على لقب (المذيع الأقدر على طرح المواضيع وإدارة الحوارات)..إذ حصل على نسبة 88% بالمئة من معدل تصويت لقراء. مجلة هياءmbc
- حصل على لقب (المقدم الأقدر على تقديم أجمــل السهرات المسائية)..إذ حصل على نسبة 75 % بالمئة من معدل تصويت لقراء.مجلة هياءmbc
- حصل على لقب (أفضل اذاعي لعام 2009)..بناء على استفتاء موقع صالونك.
- حصل على لقب (أشهر مذيعي بانوراما إف إم)..وقد حصل على أعلى نسبة تصويت بناء على استفتاء طرح على منتديات ناس (بانوراما fm) ===